# HD33054
HD33054 — подвійна зоря. 
Ця подвійна система має видиму зоряну величину в смузі V приблизно 5,8.
Вона розташована на відстані близько 193,7 світлових років від Сонця.

## Подвійна зоря
Головна зоря цієї системи належить до хімічно пекулярних зір й має спектральний клас A3.
Інша компонента має  спектральний клас F3.

## Фізичні характеристики
Зоря HD33054 обертається 
порівняно повільно 
навколо своєї осі. Проєкція її екваторіальної швидкості на промінь зору становить  Vsin(i)= 44км/сек.